# 黃緯 (嘉靖進士)
黃緯（1529年—？），字煥甫，山東青州府益都縣人，軍籍，明朝政治人物。

## 生平
山東鄉試第二十三名舉人。嘉靖三十八年（1559年）中式己未科三甲第一百二十三名進士。

## 家族
曾祖黃友才；祖父黃玉，壽官；父黃禮，省祭官。母李氏。永感下。弟綬、納、絲、綍、继、绘。